# Herbert Windt
Herbert Windt (* 15. September 1894 in Senftenberg; † 22. November 1965 in Deisenhofen) war ein deutscher Komponist.

## Leben
Der Sohn des Kaufmanns Georg Windt und seiner Ehefrau Hedwig begann 1910 ein Musikstudium am Stern’schen Konservatorium. Der Musikstudent meldete sich beim Kriegsausbruch 1914 freiwillig an die Front. In der Schlacht um Verdun wurde er am 16. August 1917 als Vizefeldwebel eines Reserve-Infanterieregiments schwer verwundet und verlor ein Auge. Danach wurde er mit dem Eisernen Kreuz II. Klasse ausgezeichnet.
Nach dem Krieg studierte er 1921/1922 an der Hochschule für Musik in Berlin bei Franz Schreker und erhielt mehrere Auszeichnungen. Sein bedeutendstes Werk wurde die Oper Andromache, zu der er auch das Libretto verfasste. Die Oper wurde schon nach vier Vorstellungen vom Spielplan genommen. Im Publikum befand sich jedoch ein UFA-Filmproduzent, der Windt anbot, zu dem U-Boot-Film Morgenrot die Musik zu komponieren.
So wurde nicht die Oper, sondern der Film in der Zeit des Nationalsozialismus die Domäne von Herbert Windt, der zum 1. November 1931 in die NSDAP eingetreten war (Mitgliedsnummer 698.452). Windt wurde neben Wolfgang Zeller, Michael Jary, Franz Grothe und Georg Haentzschel einer der prominentesten Filmkomponisten des Dritten Reichs. Vor allem mit Leni Riefenstahl verband ihn eine enge Zusammenarbeit (Triumph des Willens 1934/35, Olympia 1936/38, Tiefland 1940/54), aber auch Wolfgang Liebeneiner (Die Entlassung, 1942), Georg Wilhelm Pabst (Paracelsus, 1943), Frank Wisbar (Die Unbekannte, 1936, Fährmann Maria, 1936) oder Gustav Ucicky (Morgenrot, 1933) setzten ihn mit Vorliebe für ihre Filme ein. Auch für die Propagandafilme von Karl Ritter, hier insbesondere die Vorbehaltsfilme Besatzung Dora, GPU, Im Kampf gegen den Weltfeind, Kadetten, Legion Condor, Pour le Mérite, Stukas, Unternehmen Michael und Über alles in der Welt lieferte Herbert Windt die Musik.
Besonders seine Partituren zu Propagandafilmen wie Feldzug in Polen (1940) oder Sieg im Westen (1941) erregten schon während des Zweiten Weltkrieges die Aufmerksamkeit des Filmsoziologen Siegfried Kracauer, der dem Komponisten in seinen Abhandlungen Von Caligari zu Hitler und Theorie des Films ausführliche Analysen widmete.
Windts Stil orientiert sich nur selten an Vorgaben seines Lehrers Schreker (wie etwa in der Einleitungssequenz von Triumph des Willens), vielmehr ist seine Musik mikro-motivisch geprägt (vgl. die Olympia-Partituren, die nur auf einem einzigen achttönigen Grundmotiv basieren) und zeichnet sich durch eine ausgefeilte Rhythmik (z. B. in Friedrich Schiller – Triumph eines Genies, 1940) aus. Neben seiner Filmmusik komponierte er zahlreiche Soldatenlieder. Windt stand 1944 in der Gottbegnadeten-Liste des Reichsministeriums für Volksaufklärung und Propaganda.
Nach mehrjährigem Berufsverbot wegen seiner NS-Vergangenheit komponierte er auch in der Nachkriegszeit wieder Filmmusik, u. a. für Frank Wisbars Stalingrad-Film Hunde, wollt ihr ewig leben (1958). Daneben schrieb er etwa 40 Hörspielmusiken.
Herbert Windt war seit 1921 mit der Altistin Friedel Bosch verheiratet. Seine zweite Ehefrau Else war die Mutter seiner gegen Kriegsende geborenen Tochter.
Sein Grab befindet sich auf dem Waldfriedhof Zehlendorf in Berlin.

## Werke
- Gesang über den Wassern (Kantate nach einem Gedicht von Richard Dehmel; Uraufführung 1921 in Aachen)
- Andante Religioso (Kammersinfonie, Uraufführung am 4. Juli 1921 in Berlin)
- Bühnenmusik zum Theaterstück Hannibal, Premiere am 17. Oktober 1923
- Andromache (zweiaktige Oper nach dem Theaterstück Andromache; Uraufführung am 16. März 1932, Berlin)
- Sinfonie der Arbeit (1933)
- Bühnenmusik zu dem „Thingspiel“ Deutsche Passion 1933 von Richard Euringer
- Der Flug zum Niederwald (Funkkantate zu Hitlers 47. Geburtstag, die über den Deutschlandsender 1936 ausgestrahlt wurde)

### Filmmusik
- 1933: Morgenrot
- 1933: Du sollst nicht begehren
- 1933: Flüchtlinge
- 1933: Der Sieg des Glaubens
- 1933: Rivalen der Luft
- 1933: Wilhelm Tell
- 1934: Die vier Musketiere
- 1934: Die Reiter von Deutsch-Ostafrika
- 1934: Hermine und die sieben Aufrechten
- 1935: Mein Leben für Maria Isabell
- 1935: Triumph des Willens
- 1936: Die Unbekannte
- 1936: Fährmann Maria
- 1936: Standschütze Bruggler
- 1936/38: Olympia, 1. Teil: Fest der Völker
- 1936/38: Olympia, 2. Teil: Fest der Schönheit
- 1937: Das schöne Fräulein Schragg
- 1937: Unternehmen Michael
- 1937: Das Geheimnis um Betty Bonn
- 1937/53: Starke Herzen
- 1938: Nordlicht
- 1938: Frau Sixta
- 1938: Am seidenen Faden
- 1938: Pour le Mérite
- 1939: Im Kampf gegen den Weltfeind
- 1939: Legion Condor (unvollendet)
- 1939: Roman eines Arztes
- 1939: Waldrausch
- 1939: Johannisfeuer
- 1939/41: Kadetten
- 1940: Angelika
- 1940: Friedrich Schiller – Triumph eines Genies
- 1940: Feldzug in Polen
- 1940/54: Tiefland
- 1941: Sieg im Westen
- 1941: Über alles in der Welt
- 1941: Stukas
- 1941: Wetterleuchten um Barbara
- 1942: Die Entlassung
- 1942: GPU
- 1943: Paracelsus
- 1943: Besatzung Dora
- 1944: Die Degenhardts
- 1944: Solistin Anna Alt
- 1945: Menschen unter Haien
- 1950: Die Frau von gestern Nacht
- 1951: Stips
- 1952: Der Kampf der Tertia
- 1952: Wenn abends die Heide träumt
- 1953: Christina
- 1954: Leuchtfeuer
- 1955: Heldentum nach Ladenschluß
- 1955: Ciske – ein Kind braucht Liebe
- 1956: Rosen für Bettina
- 1956: Durch die Wälder, durch die Auen
- 1957: Rose Bernd
- 1957: Acht Mädels im Boot
- 1958: Herz ohne Gnade
- 1958: Hunde, wollt ihr ewig leben
- 1960: Im Namen einer Mutter

## Auszeichnungen
- 1921: Mendelssohn-Preis des Preußischen Kultusministeriums
- 1923: Preis der Herzfeld-Stiftung